# Kelahalli, Belur
Kelahalli là một làng thuộc tehsil Belur, huyện Hassan, bang Karnataka, Ấn Độ.